# Dorothy Morkis
Dorothy Sarkis Morkis (Boston, 29 de diciembre de 1942) es una jinete estadounidense que compitió en la modalidad de doma.
Participó en los Juegos Olímpicos de Montreal 1976, obteniendo una medalla de bronce en la prueba por equipos. Ganó dos medallas en los Juegos Panamericanos de 1975, oro por equipos y bronce en individual.

## Palmarés internacional
| Juegos Olímpicos     | Juegos Olímpicos          | Juegos Olímpicos  | Juegos Olímpicos |
| Año                  | Lugar                     | Medalla           | Categoría        |
| -------------------- | ------------------------- | ----------------- | ---------------- |
| 1976                 | Montreal (Canadá)         | Medalla de bronce | Por equipos      |
| Juegos Panamericanos |                           |                   |                  |
| Año                  | Lugar                     | Medalla           | Categoría        |
| 1975                 | Ciudad de México (México) | Medalla de oro    | Por equipos      |
| 1975                 | Ciudad de México (México) | Medalla de bronce | Individual       |